# Copelatus schereri
Copelatus schereri är en skalbaggsart som beskrevs av Wewalka 1981. Copelatus schereri ingår i släktet Copelatus och familjen dykare. Inga underarter finns listade i Catalogue of Life.